# Lucjusz Munacjusz Plankus
Lucjusz Munacjusz Plankus (łac. Lucius Munatius Plancus; ur. ok. 87 p.n.e., zm. ok. 15 p.n.e.) – rzymski senator, konsul w 42 p.n.e. i cenzor w 22 p.n.e. razem z Emiliuszem Lepidusem Paullusem. Obok Talleyranda osiemnaście wieków później stanowi przykład osoby, która potrafiła przetrwać niesprzyjające okoliczności przez ciągłe zmiany sojuszy.
Początki jego kariery są raczej niejasne i niewiele o nim wiadomo. Było oficerem Juliusza Cezara podczas podboju Galii i w wojnie domowej przeciw Pompejuszowi. W czasie zamordowania Cezara 15 marca 44 r. p.n.e. Plankus był prokonsulem prowincji Gallia Comata. W 43 r. p.n.e. założył, w miejscu obecnego Lyonu, kolonię nazwaną na jego cześć Colonia Copia Felix Munatia Lugdunum, w starożytności powszechnie nazywaną Lugdunum. W tym samym roku poparł Marka Antoniusza, a w 42 r. p.n.e., objął urząd konsula razem z Markiem Emiliuszem Lepidusem. Został prokonsulem Azji ok. 40 r. p.n.e. Podczas wyprawy Marka Antoniusza do Armenii i Partii, aby pomścić śmierć Krassusa, Plankus został prokonsulem Syrii. Ale kiedy upadła kampania Antoniusza przeciw Partom, opuścił go i przyłączył się do Oktawiana Augusta. Według Swetoniusza, to Plankus zaproponował Oktawianowi przyjąć tytuł Augusta raczej niż być nazywanym Romulusem – drugim założycielem Rzymu.
W 22 r. p.n.e. August wyznaczył Plankusa i Emiliusza Lepidusa Paullusa na urząd cenzora. Okres ich urzędowania nie odznaczył się niczym szczególnym, ale był ostatnim, w którym wyznaczono cenzorów.
Niezbyt pochlebną opinię o Plankusie wydaje Seneka Młodszy. Nazywa go największym czarodziejem obłudy, który głosił jako zasadę, że trzeba kadzić - bezczelnie i prosto w oczy, a nie subtelnie i nie nadrabiając anielską miną. Zwracając się do adresata swego dzieła, Lucyliusza, prokuratora Sycylii, stwierdza: Wyobraź sobie, drogi Lucyliuszu, że otoczy cię sztab takich Plankusów, a wtedy nic ci nie pomoże to jedno - że nie chcesz, by cię chwalono.

## Mauzoleum w Gaecie

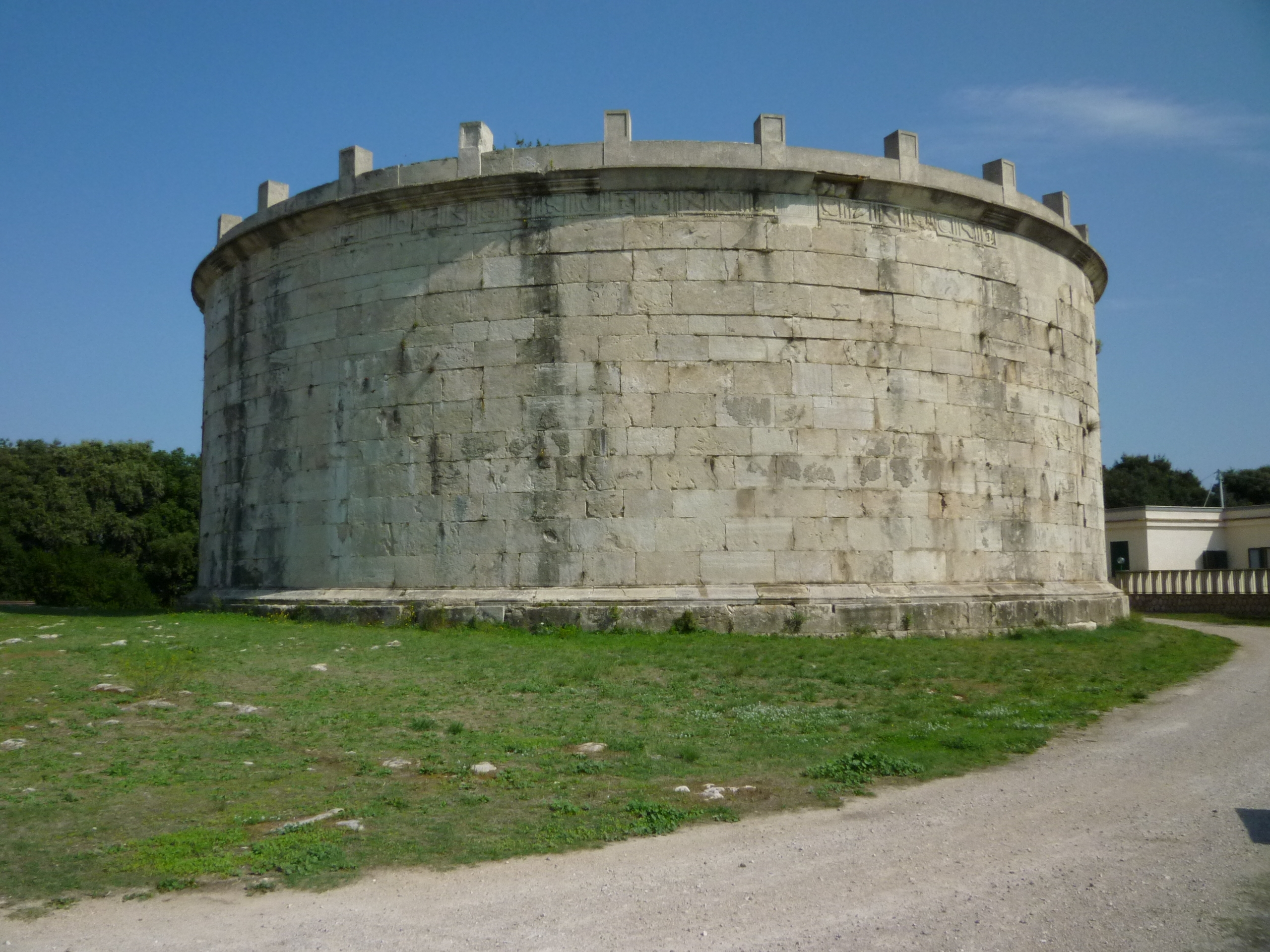
Mauzoleum Plankusa w Gaecie

Plankus jest jedną z niewielu osobistości rzymskich, których grób zachował się do dziś, choć jego ciała dawno już nie ma. Mauzoleum Plankusa, masywny grób w kształcie cylindra znajduje się w miejscowości Gaeta, na nadmorskim wzgórzu; w środku jest poświęcona mu stała wystawa.